# Scot Airways
Scot Airways (code AITA : CB ; code OACI : SAY) était une compagnie aérienne écossaise basée à Dundee qui desservait principalement le Royaume-Uni et les Pays-Bas.
Scot Airways a été achetée par Loganair en 2011 et a ensuite disparu.